# 有東木の盆踊
有東木の盆踊（うとうぎのぼんおどり）は静岡県静岡市葵区の有東木に伝わる盆踊り。国指定の重要無形民俗文化財。
古態を残した多様な風流系の踊りを伝承している。地区内にある東雲寺境内を会場に、毎年8月14日、8月15日の両日に行われる。両日とも、男性だけの「男踊り」で始まり、次いで女性だけの「女踊り」と続き、男女交互に各種数演目ずつ踊って、最後は男性による「長刀踊り」で終了する。木と紙で作った城閣型の灯籠を頭上に掲げた男性を中心に、輪になって踊るのが基本だが、「長刀踊り」だけは互いに向かい合い、列を作って踊る。踊り手は木製の長刀や扇など様々な採物を手に持ち、あるいは古い楽器であるコキリコやササラを打ち合ったり、すり合わせたりする。15日には灯籠を先頭に、踊りながら集落の辻まで行列し、ササラやコキリコに付けた紙房を燃やして精霊を送り出すなど古風な芸態を今に伝える。
起源については明らかでないが、同種の踊りを伝える平野地区の盆踊り太鼓に記された修理記録から、少なくとも享保7年（1722年）には今のような盆踊りが行われていたと考えられる。有東木と平野に伝わるような男女別々に踊る種類の盆踊りは、江戸時代の初期にまでその起源を遡ることが出来る。かつては合計100種を超える歌詞が伝承されていたが、現在は男踊り10種、女踊り13種を伝える。